# Беларускае слова (1920)
«Беларускае слова» — щоденна політична, літературна і економічна газета, орган Гродненського білоруського національного комітету, з 23 листопада 1920 — Центрального білоруського національного комітету. Видавалася з 2 жовтня 1920 до 7 січня 1921 року у місті Гродно на білоруській мові. Редактори: В. Адамович, У. Шалешка (з № 42).
Газета інформувала про події в Білорусі, Польщі і в усьому світі. Політичне життя висвітлювала з позицій боротьби за національне визволення білоруського народу, у зв'язку з цим полемізувала з польською офіційною пресою. Друкувала матеріали про Слуцьке повстання 1920 (хроніку його подій). Пильно стежила за радянсько-польськими переговорами у Ризі, значна увага приділялася захопленню Вільнюса військами генерала Люціана Желіговського і пов'язаним з цим актом політичним перспективам краю. Різко критикувала ув'язнення в тюрми білоруської інтелігенції, грабунки та фізичні покарання селян польськими солдатами, переслідування білоруських вчителів, полонізацію школи.
Розповідала про роботу Гродненської гімназії, білоруського дитячого притулку, книжкових магазинів та читального залу, білоруські культурно-масові заходи, суспільне життя білорусів у США. Висвітлювала соціально-політичне життя в СРСР, містила інформацію про VIII Всеросійський з'їзд Рад, писала про вивчення рідної мови в УРСР.
Вийшло 78 номерів. Закрито владою Польщі.